# Zapławnoje (obwód wołgogradzki)
Zapławnoje (ros. Заплавное) – wieś w Rosji, w obwodzie wołgogradzkim, w rejonie lenińskim. W 2021 liczyła 3741 mieszkańców.